# Cyrtopogon bimaculus
Cyrtopogon bimaculus är en tvåvingeart som först beskrevs av Walker 1851.  Cyrtopogon bimaculus ingår i släktet Cyrtopogon och familjen rovflugor. Inga underarter finns listade i Catalogue of Life.